# Radislau de Belgrado
Radislau (em sérvio: Радислав; romaniz.: Radislav) foi um nobre eslavo do século IX. Segundo a Vida de Clemente, era um boritacano, a tradução grega dos elementos eslavos bori ("fortaleza") e tarkan (representante), que provavelmente significada que era comandante de uma fortaleza. Ele também é referido como hipoestratego do cã Bóris I (r. 852–889). Aparece em 886, quando recebeu em Belgrado os clérigos Naum, Clemente, Angelário e Laurêncio e enviou-os a Bóris.